# Яковлев, Александр Максимович
Яковлев, Александр Максимович (30 августа 1927 года, Ленинград, СССР — 26 мая 2011 года, Москва, Россия) — советский и российский юрист, доктор юридических наук, профессор, лауреат Государственной премии СССР (1984), заслуженный юрист Российской Федерации, народный депутат СССР, один из авторов Конституции РФ.

## Биография
В 1952 году А. М. Яковлев с отличием окончил Московский юридический институт.
Работал заведующим сектором уголовного права и криминологии Института государства и права АН СССР, заместителем директора Института советского законодательства Министерства юстиции СССР (до 1975 года).
В 1989 году А. М. Яковлев был избран народным депутатом СССР, член комитета по вопросам законодательства, законности и правопорядка Верховного Совета.
В 1993 году А. М. Яковлев был координатором группы представителей федеральных органов государственной власти Конституционного совещания РФ, дорабатывавшего «президентский» проект Конституции РФ.
В 1994—1996 годах А. М. Яковлев был полномочным представителем Президента РФ в Федеральном собрании.
С 1994 года А. М. Яковлев был членом комитета ООН по борьбе с пытками. В 1996 году избран ректором Московского нового юридического института. Был главным научным сотрудником сектора уголовного права и криминологии Центра теоретических проблем борьбы с преступностью Института государства и права РАН.
А. М. Яковлев был автором многочисленных публикаций по вопросам конституционного права, уголовного права, криминологии, социологии права и преступности. Был приглашенным профессором в университетах Альберты, Йорка, Торонто, Ратгерском университете, университете Эмори.

## Публикации
- Совокупность преступлений (1960 г.)
- Борьба с рецидивной преступностью (1964 г.)
- Преступность как образ жизни (1967 г.)
- Преступность и социальная психология (1971 г.)
- Право и социология (1975 г.)
- Индивидуальная профилактика преступного поведения (1977 г.)
- Основания уголовно-правового запрета (в соавторстве, 1982 г.)
- Теория криминологии и социальная практика (1985 г.)
- Алгебра честности : Социальные и правовые аспекты борьбы с нетрудовыми доходами. — М. : Московский рабочий, 1988. — 140,[2] с. ISBN 5-239-00090-5
- Социология экономической преступности (1988 г.)
- Медведь, который не смог затанцевать: неудавшаяся попытка реформировать Конституцию бывшего Советского Союза (1992 г.)
- Стремление к праву в стране бесправия (воспоминания российского реформатора) (1996 г.)
- Криминология . Вопросы теории (1998 г.)
- Комментарии к Уголовному кодексу Российской Федерации (1999 г., статьи 16-18, 169—204).
- Российское уголовное право. Общая часть. (2000 г., глава 13).
- Курс Российского уголовного права (2000 г., главы 20, 22, раздел 4).
- Социология преступности (криминология). Основы общей теории (2001 г.)
- Социология. Основы общей теории. (2002 г., главы 7, 10, 12)
- Социальная структура общества (2002 г.)